# Jørgen Marcussen
Jørgen Marcussen (* 15. Mai 1950 in Hillerød) ist ein ehemaliger dänischer Radrennfahrer, nationaler Meister und Sportlicher Leiter im Radsport.

## Sportliche Laufbahn
Marcussen war Teilnehmer der Olympischen Sommerspiele 1972 in München. Im Mannschaftszeitfahren belegte er gemeinsam mit Jørn Lund, Junker Jørgensen und Jørgen Emil Hansen den 11. Platz. Im olympischen Straßenrennen wurde er beim Sieg von Hennie Kuiper 21.
1970 wurde er gemeinsam mit Flemming Wewer, Mogens Boldt und Jan Høegh dänischer Meister im Mannschaftszeitfahren. In Italien gewann er 1973 den Gran Premio Ezio del Rosso und wurde Dritter der nationalen Meisterschaft im Einzelzeitfahren. In der Saison 1974 siegte er in der Coppa Lombardie. Beim Grand Prix des Nations für Amateure wurde hinter David Wells Zweiter. Die Bulgarien-Rundfahrt beendete er als Dritter und gewann eine Etappe. 1975 gewann er das Etappenrennen Grand Prix Guillaume Tell, wobei er eine Etappe für sich entschied. In Dänemark gewann er die Meisterschaft im Einzelzeitfahren.
Nach dem Sieg im Eintagesrennen Bologna–Passo della Raticosa wurde er 1976 Berufsfahrer im Radsportteam Furzi-Vibor. Mit Davide Boifava als Partner wurde er Dritter in der Trofeo Baracchi. 1978 konnte er im Rennen der UCI-Straßen-Weltmeisterschaften hinter dem Sieger Gerrie Knetemann Dritter werden. 1980 feierte er seinen ersten Sieg als Profi, als er die 5. Etappe des Giro d’Italia gewann.
1981 wurde er beim Sieg von Giovanni Battaglin Vierter der Vuelta a España. 1986 siegte er im Eintagesrennen Trofeo Matteotti und gewann eine Etappe der Dänemark-Rundfahrt. 1987 kam er hinter Kim Andersen als Zweiter der nationalen Meisterschaften im Straßenrennen ins Ziel.
Sechsmal bestritt er den Giro d’Italia, wobei der 17. Platz 1981 sein bestes Ergebnis im Gesamtklassement war. 1979 schied er in der Tour de France aus. Zum Ende der Saison beendete er seine Laufbahn.

## Berufliches
Nach seiner aktiven Laufbahn wurde er Sportlicher Leiter und war in verschiedenen Radsportteams wie Team Coast und Team CSC tätig.